# 에이로쿠의 변
에이로쿠의 변(일본어: 永禄の変)은 에이로쿠 8년 5월 19일(1565년 6월 17일), 미요시 산닌슈(三好三人衆)와 마쓰나가 히사히데가 군사를 이끌고 무로마치 막부 제 13대 쇼군 아시카가 요시테루가 머무르고 있던 교토의 니조 어소(二条御所)를 습격하여 쇼군 요시테루를 암살한 사건이다.

## 배경

### 미요시 가문의 대두
아와 슈고다이 미요시 가문(三好氏)은 간레이 직을 둘러싼 주가 호소카와 가문(細川氏)의 내분으로 기나이 각지를 전전하였다. 미요시 모토나가(三好元長)는 호소카와 하루모토(細川晴元)를 간레이에 취임시킨 최대 공로자였으나, 도리어 그게 화근이 되어 그 세력을 두려워한 하루모토는 모토나가를 위험하게 여기게 되었고, 결국 모토나가는 이이모리 산성 전투(飯盛城の戦い)에서 이즈미국 혼간지 세력에게 공격당하여 자결하였다.
모토나가의 아들 미요시 나가요시는 아시카가 쇼군과 간레이 하루모토와 대립하면서 착실히 세력을 신장시켰다. 그래서 덴분 22년(1553년)에는 쇼군 아시카가 요시테루를 오미국 구쓰기(朽木)로 추방하여 미요시 가문이 기나이 지방의 실력자로 중앙 권력의 정점에 섰다.
단, 센고쿠 시대에 쇼군과 대립하여 막부 정치구조에 기대지 않은 채로 교토를 지배하는 것은 어려운 일었다. 게다가, 요시테루가 오미 구쓰기로 옮겨 간 이후에도 끊임없이 오미의 롯카쿠 가문(六角氏)과 이세의 하타케야마 가문(畠山氏)이 공격해오는 등 미요시 가문의 교토 지배는 좀처럼 안정되지 못했다. 그래서 결국 에이로쿠 원년(1558년)에는 오미의 롯카쿠 요시카타(六角義賢)의 공격을 받아 쇼군 요시테루와 화해하여, 나가요시는 막부의 고쇼반슈(御相伴衆)의 반열에 들게 되었다.
이렇게 미요시 가문은 교토를 확실히 장악하기는 하였으나, 형식상으로는 쇼군 요시테루의 신하로서 막부 정치 기구에 끼어들어간 모양새가 되었다.

### 미요시 가문의 쇠퇴와 쇼군의 권위 회복
더욱이 이 즈음부터 소고 가즈마사(十河一存)와 미요시 요시카타(三好義賢) 등의 친동생과 나가요시의 적자 미요시 요시오키(三好義興) 등 유력한 일족들이 연이어 사망하였다. 종국에는 마지막까지 나가요시를 지탱하였던 동생 아타고 후유야스(安宅冬康)마저 참소를 믿고 나가요시 자신이 암살하는 등, 미요시 가문의 세력은 급격히 쇠퇴하기 시작하였다. 마침내 에이로쿠 7년(1564년)에는 나가요시 자신도 사망하여 미요시 가문에는 몰락의 색채가 한층 깊이 드리웠다.
한편, 쇼군 요시테루는 전국의 센고쿠 다이묘 간의 전투를 조정하거나, 막부의 역직을 내리는 등 활발한 활동을 펼쳐 막부 권위의 회복을 꾀하였다. 또한, 미요시 가문을 이용하여 에이로쿠 7년(1564년)에는 적대하고 있던 만도코로시쓰지(政所執事) 이세 사다타카(伊勢貞孝)를 죽음으로 몰아넣고, 새로운 만도로코시쓰지에 요시테루의 의종형제인 셋쓰 하루카도(摂津晴門)를 임명하여, 쇼군의 의향대로 움직이지 않았던 만도로코를 장악하여 막부의 결재에 대한 영향력을 강화하고, 아시카가 요시미쓰 이래 가장 총명한 쇼군으로서 막부에서 쇼군 친정체제를 착실히 갖춰나갔다.
이러한 상황때문에 미요시 가문은 쇼군 요시테루에 대한 위기감을 품게 되었다. 그리하여 나가요시의 후계자 미요시 요시쓰구(三好義継)를 대신하여 미요시 가문 내의 실권을 장악하고 있던 마쓰나가 히사히데와 미요시 산닌슈는 요시테루의 배제, 즉 요시테루 암살을 모의하기에 이르렀다.

## 에이로쿠의 변
마쓰나가 히사히데와 미요시 산닌슈는 쇼군 요시테루를 폐하고 요시테루의 사촌동생 아시카가 요시히데(足利義栄)를 쇼군으로 옹립하려고 획책하여, 마침내 에이로쿠 8년(1565년) 5월 19일 오전 8시경, 군세를 이끌고 요시테루가 머물고 있던 니조 어소를 포위 공격하였다. 요시테루 측은 사전에 관을 개축하는 등 미요시 가문의 습격에 나름대로 대비하고 있었으나, 어차피 중과부적이었다. 쇼군의 근시들은 미요시 군의 공격에 대해 적은 수에도 불구하고 선전하였으나, 정오 경에는 요시테루가 전사하고 요시테루의 생모 게이주인(慶寿院, 간파쿠 고노에 히사미치(近衛尚通)의 딸로 제 12대 쇼군 아시카가 요시하루(足利義晴)의 정실)도 순사하였다. 검호 쓰카하라 보쿠덴(塚原卜伝)을 사사한 요시테루는 칼 솜씨가 좋아서, 이 때 직접 칼을 잡고 무서운 기세로 적들을 베어내며 분투하였다고 전해진다.
이 쇼군 암살 사건으로 쇼군의 권위는 다시 현저하게 실추되었다.

## 에이로쿠의 변 이후
요시테루 암살 직후, 마쓰나가 히사히데 일당은 요시테루의 동생으로 나라 고후쿠지(興福寺)의 승려로 있던 가쿠케이(覚慶, 후에 아시카가 요시아키(足利義昭))를 유폐하였다. 그러나, 두 달 뒤인 7월 28일에 가쿠케이는 요시테루의 근신 잇시키 후지나가(一色藤長)·호소카와 후지타카(細川藤孝) 등의 도움으로 탈출하였다. 가쿠케이는 다음 해 2월에 환속하여 아시카가 요시아키(足利義秋)라 칭하고, 에치젠 슈고 아사쿠라 요시카게(朝倉義景)에게 몸을 의탁하였다.
한편, 미요시 산닌슈는 요시테루의 사촌형제로 사카이 구보의 혈통인 아시카가 요시치카(足利義親, 후에 아시카가 요시히데(後に義栄)로 개명)을 아와지국에서 쇼군으로 옹립하였다.

## 요시테루와 나가요시
이 사건, 나아가 아시카가 요시테루의 막부 권력 강화에 대해 생각할 때 문제가 되는 것이 요시테루와 미요시 가문의 거리감이다. 전술하였던 이세 사다타카의 토벌이 상징하듯이 수하의 군사력을 갖지 못한 요시테루의 막부 권력 회복(특히 서간과 사자만 있으면 가능한 다이묘 간의 조정자로서의 권위뿐만이 아닌, 군사력으로 뒷받침된 기나이의 통치자로서의 권력 회복)은 사실상 미요시 나가요시가 막부에 유화적인 자세를 취하였기 때문에 가능했던 것이었다.
나가요시는 자신의 권익을 강하게 추구하면서도, 쇼군 가문을 존중하는 자세로 일관하였다. 그러나 이러한 시기에도 요시테루는 여러차례 나가요시 암살을 시도하였는데, 이는 그러한 시도가 자신의 권력 기반을 강화하기는커녕 반대로 무너뜨리는 행위는 생각은 전혀 하지 않았다는 사실을 강하게 시사한다. 쇼군 요시테루의 배제는 원래 미요시 산닌슈와 마쓰나가 히사히데의 발안이 아니라, 아와 국 슈고 호소카와 모치타카(細川持隆)가 처음으로 고안한 것으로, 애초부터 쇼군 전제를 고집했던 요시테루는 많은 막부 관료들에게 성가신 존재였다는 것을 알 수 있다.